# ドミトリユス・アルギルダイティス

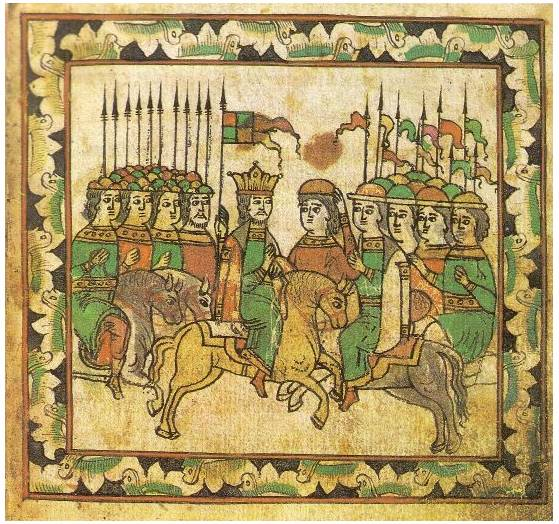
クリコヴォの戦いにおいて、モスクワ軍の救援に駆け付けたポラツク公アンドリュスとブリャンスク公ドミトリユスの兄弟

ドミトリユス・アルギルダイティス（Dmitrijus Algirdaitis, ? - 1399年8月12日）は、リトアニア大公国の統治者アルギルダスと、その最初の妻のヴィーツェプスク公女マリヤの間の2番目の息子。ブリャンスク公（在位：1356年 - 1379年、1388年 - 1399年）。

## 生涯
1356年、アルギルダスは息子のドミトリユスにスモレンスク公国から奪ったトルブチェフスクとスタロドゥーブを含むブリャンスク公国を与えた。ブリャンスクはリトアニア大公国の心臓部から北西方向に遠く離れており、モスクワ大公国に領域を接していた。1370年、モスクワ大公ドミトリー・ドンスコイはブリャンスク公国を征服しようして失敗した。1372年、ドミトリユスは父アルギルダスとドミトリー・ドンスコイとの間に結ばれたリュブツク条約の証人となった。
1377年に父が死ぬと、ドミトリユスは大公位の後継者として父が指名した異母弟ヨガイラを支持せず、大公位を要求する同母兄のポラツク公アンドリュスを応援した。アンドリュスは自分こそが大公位の正統な継承者だと信じており、ポラツク、プスコフ共和国、リヴォニア騎士団、モスクワ大公国からなる反リトアニア同盟を組織してヨガイラに対抗した。ドミトリユスは同盟の中では消極的な役割しか果たさなかった。彼はヨガイラ大公にする戦争に参加することもなく、1379年にモスクワ軍が反リトアニア同盟を口実に自分の領地を占領した時も反撃をしなかった。ドミトリユスとその妻子はモスクワ軍の引き揚げに随行してモスクワに移り、彼はドミトリー・ドンスコイからペレスラヴリ・ザレスキーを所領として与えられた。1380年、ドミトリユスはジョチ・ウルスとロシアとのクリコヴォの戦いにおいてロシア側の旗手を務めた。ロシアの年代記はこの戦いにおけるドミトリユスと兄アンドリュスの知略を褒め称えている。
1388年、アンドリュスがスキルガイラの軍隊に逮捕されてポーランドの監獄に収監されると、ドミトリユスは今やポーランド王となっていたヨガイラと和解し、かつての領地ブリャンスクに戻った。1399年、ドミトリユスはジョチ・ウルスとのヴォルスクラ川の戦いにおいて戦死した。
ドミトリユスの息子ミカイラス（Michał Trubecki）は、トルベツコイ家の始祖とされている。